# Leo Vertongen
Leo Vertongen is een personage in de Vlaamse serie Thuis. Hij was een hoofdpersonage van 1 februari 2008 tot en met 30 augustus 2021. Het personage werd vertolkt door Walter Moeremans.

## Familie
Leo was de vriend van Yvette. Hij is de eigenaar van het taxibedrijf Taxi Ter Smissen. Frank en Simonne werken in Leo's bedrijf. Yvette steekt ook soms een handje toe op de dispatch. Leo heeft een dochter, Dominique, een kleindochter, Nina en een achterkleindochter, Yasmine. Wanneer Nina opduikt na 10 jaar is Leo dolgelukkig. Ze zegt te zijn weggelopen van huis.

## Biografie
In seizoen 13 maken Frank, Simonne en Franky kennis met Leo, de nieuwe vriend van Yvette. Initieel is het onduidelijk wie Leo Vertongen is. Zijn verschillende, luxueuze wagens doen vermoeden dat hij een rijke zakenman zou zijn. Pas later wordt duidelijk dat het om de wagens van het taxibedrijf gaat. Tussen Frank en Leo klikt het erg snel. Leo is eigenaar van een taxibedrijf: Taxi Ter Smissen.
Leo werd voor 100.000 euro opgelicht door Mike Van Notegem en heeft daarbij zijn huis verkocht om Taxi Ter Smissen niet failliet te laten gaan. Hierdoor is hij ingetrokken bij Frank. In het begin was Frank hier niet erg mee opgetogen, maar sinds Leo financieel bijdraagt aan het huishouden is het voor Frank geen probleem meer.
Leo heeft een affaire met Jenny Verbeeck. Rosa, Frank en Simonne weten hiervan maar zwijgen tegen Yvette vanwege de hersenbloeding die ze heeft gehad.
Later wil Yvette Leo verrassen op zijn werk, maar op dat moment zitten Jenny Verbeeck en Leo juist te kussen. Yvette is razend en smijt Leo buiten. Leo wil vrienden blijven, maar daar wil Yvette niet van weten. 
Nadat Jenny en Rosa met hun eigen B&B begonnen, verhuisde het taxibedrijf mee naar daar. Leo begint onder een andere naam: Taxi Leo.
Uiteindelijk heeft hij zijn taxi's verkocht aan Simonne en Peggy. Hij blijft nog enige tijd sporadisch rijden of biedt zijn hulp aan indien het te druk wordt. Na verloop van tijd beslist Jenny dat Leo de taxi's achter zich moet laten, wat hij met tegenzin doet. Desondanks wil hij in het geniep nog een handje toesteken, maar Jenny achterhaalt keer op keer deze plannen en verhindert zo dat Leo toch inspringt.
In 2017 sterft Jenny in Marokko wanneer ze op het punt staat om terug naar België te komen. Later krijgt Leo gevoelens voor Marianne, maar de liefde is niet wederzijds. Hij raakt goed bevriend met Tamara Vereken en wordt een soort opa voor haar. Tamara bevalt van haar eerste kind, dat ze naar Leo vernoemt; Leo wordt tevens tot peter benoemd.
In 2021 staat zijn kleindochter Nina na 10 jaar plots terug voor zijn deur. Ze blijkt ook een dochtertje, Yasmine, te hebben. Nina blijkt op de vlucht te zijn omdat ze ongewild in illegale praktijken belandde door haar moeder in Belize. Leo vangt Nina en Yasmine op en tot zijn verbazing blijkt de biologische vader van Yasmine Peter Vlerick te zijn. Leo overtuigt Nina ervan om zich aan te geven en haar straf uit te zitten wat ze ook doet.
Op 30 augustus 2021, in de eerste aflevering van het 27ste seizoen, sterft Leo op zijn huwelijksdag. Hij krijgt een beroerte tijdens het schrijven van zijn speech.